# Hołynka (kolonia)
Hołynka (biał. Галынка; ros. Голынка) – dawna kolonia na Białorusi, w obwodzie grodzieńskim, w rejonie brzostowickim, w sielsowiecie Brzostowica Mała. Leżała między Hołynką (wsią) a Popławcami.
W dwudziestoleciu międzywojennym miejscowość leżała w Polsce, w województwie białostockim, w powiecie grodzieńskim, w gminie Hołynka. 16 października 1933 utworzyła gromadę Hołynka kol. w gminie Hołynka. Po II wojnie światowej weszła w struktury ZSRR.